# 琅琊山站
琅琊山站，位于中国安徽省滁州市琅琊区龙蟠大道和丰乐大道交叉口，是南京地铁滁宁城际铁路的地铁车站。

## 车站结构
本站为地下二层岛式车站。

### 车站楼层
| 地下一层 | 站厅     | 售票机、客服中心、安检设施                |  |  |
| 地下二层 | 一站台   | █ S4号线 汊河站方向（下站：滁州政务中心） |  |  |
|          | 岛式站台 |                                           |  |  |
|          | 二站台   | █ S4号线 滁州高铁站方向（下站：花博园）   |  |  |

## 接驳交通

### 公交车
| 职业技术学院 | 职业技术学院 | 职业技术学院 | 职业技术学院 | 职业技术学院 |
| 编号         | 路线         | 路线         | 路线         | 备注         |
| ------------ | ------------ | ------------ | ------------ | ------------ |
| 12           | 鲜鱼巷口     | ⇆            | 儿童医院     |              |
| 15           | 滁州站       | ⇆            | 滁州北站     |              |
| 18           | 名儒园       | ⇆            | 城东换乘中心 |              |
| 27           | 儿童医院     | ⇆            | 苏滁停保场   |              |
| 101          | 滁州北站     | ⇆            | 全椒高铁站   | 经前郢       |

## 历史
- 2021年4月30日，本站至技术学院站（现为“花博园站”）左线盾构区间顺利贯通[2]。
- 2021年5月8日，本站主体结构顺利封顶[3]。
- 2021年5月20日，本站至技术学院站（现为“花博园站”）右线盾构区间顺利贯通[3][4]。
- 2021年6月10日，本站至市政府站（现为“滁州政务中心站”）盾构区间左线顺利始发[5]。
- 2021年12月28日，本站至市政府站（现为“滁州政务中心站”）盾构区间左线顺利贯通[5]。
- 2022年1月6日，本站至市政府站（现为“滁州政务中心站”）盾构区间右线顺利贯通[6]。
- 2023年5月6日20时至5月7日6时，本站开展第一次热烟测试[7]。
- 2023年6月28日，随滁宁城际铁路一起投入运营。